# Ruben Gordin
Ruben Gordin, född 9 juni 1914 i Helsingfors, död där 12 januari 1992, var en finländsk läkare.
Gordin blev medicine och kirurgie doktor 1952. Han blev 1954 docent i invärtes medicin vid Helsingfors universitet och var 1954–1959 biträdande lärare vid IV Medicinska kliniken, därefter 1960–1977 laboratorieläkare vid Kirurgiska kliniken. Han forskade över bandmaskanemins uppkomst tillsammans med Bertel von Bonsdorff och införde modern blodproppsförhindrande behandling. Han erhöll professors titel 1969.